# Atletas Paralímpicos Individuais nos Jogos Paralímpicos de Verão de 2000
Em 2000, de fato, Timor-Leste independente ainda não era reconhecido como Estado soberano e não tinha um Comitê Paralímpico Nacional reconhecido. Enviou dois atletas para participar nos Jogos Paralímpicos de Verão de 2000, realizados em Sydney, na Austrália, mas competiram oficialmente como Atletas Paralímpicos Individuais e não como representantes de um CPN.
Havia dois "Paralímpicos individuais" de Timor-Leste: Alcino Pereira na prova masculina de 5 000 metros (categoria T38) do atletismo; e Mateus Lukas na categoria masculina até 48 kg do halterofilismo. Pereira não conseguiu completar a corrida, enquanto Lukas levantou 105 kg, terminando na décima terceira posição.
Após o reconhecimento de Timor-Leste, o país fez sua estreia oficial paralímpica em 2004.